# Чемпионат СССР по лёгкой атлетике в помещении 1991
Чемпионат СССР по лёгкой атлетике в помещении 1991 года прошёл 9—10 февраля в Волгограде в манеже института физической культуры. Соревнования являлись финальным этапом отбора в сборную страны на чемпионат мира в помещении, прошедший 8—10 марта в испанской Севилье. На протяжении 2 дней было разыграно 28 комплектов медалей.
Чемпионат стартовал с мирового рекорда в ходьбе на 5000 метров у мужчин. Его автором стал Франц Костюкевич, преодолевший дистанцию за 18.23,88.
По уровню результатов главным событием соревнований стал мужской прыжок с шестом. Действующий чемпион Европы Радион Гатауллин взял высоту 5,85 м, но остался только на третьем месте. Виктор Рыженков занял второе место с личным рекордом 5,90 м. Сергей Бубка выиграл чемпионат прыжком на 6,00 м, а затем с третьей попытки установил свой очередной мировой рекорд — 6,08 м.
Ирина Сергеева-Привалова дважды по ходу турнира улучшала рекорд СССР в беге на 60 метров, 7,06 в полуфинале и 7,03 в финале.
Чемпионат СССР по многоборьям в помещении проводился отдельно 9—10 февраля 1991 года в Липецке.
Этот чемпионат стал последним в истории СССР. В декабре 1991 года Советский Союз распался, и в 1992 году были проведены первые чемпионаты независимых республик. Отбор в объединённую команду на чемпионат Европы в помещении 1992 года проходил на чемпионате СНГ.

## Медалисты

### Мужчины
| Дисциплина             | Золото                                         | Золото   | Серебро                                             | Серебро  | Бронза                                    | Бронза   |
| ---------------------- | ---------------------------------------------- | -------- | --------------------------------------------------- | -------- | ----------------------------------------- | -------- |
| 60 м                   | Виктор Брызгин Украинская ССР Луганск          | 6,64     | Виталий Савин Казахская ССР Алма-Ата                | 6,66     | Борис Жгир РСФСР Омск                     | 6,73     |
| 200 м                  | Андрей Федорив Москва                          | 21,19    | Вячеслав Кочерягин Латвийская Республика Даугавпилс | 21,40    | Дмитрий Бартенев Москва                   | 21,46    |
| 400 м                  | Дмитрий Головастов Москва                      | 48,36    | Владимир Просин РСФСР Саратов                       | 48,60    | Валерий Белов РСФСР Пенза                 |          |
| 800 м                  | Валерий Стародубцев РСФСР Иркутск              | 1.51,26  | Владимир Граудынь Москва                            | 1.51,68  | Евгений Авербух РСФСР Иркутск             | 1.51,83  |
| 1500 м                 | Владимир Колпаков РСФСР Челябинск              | 3.45,20  | Сергей Мельников РСФСР Рыбинск                      | 3.45,40  | Андрей Судник Белорусская ССР Минск       | 3.46,41  |
| 3000 м                 | Михаил Дасько Ленинград                        | 7.56,80  | Евгений Леонтьев РСФСР Кисловодск                   | 7.59,01  | Дмитрий Дмитриев Ленинград                | 8.00,01  |
| 5000 м                 | Михаил Дасько Ленинград                        | 13.46,12 | Николай Чамеев РСФСР Чебоксары                      | 13.47,31 | Дмитрий Дмитриев Ленинград                | 13.50,08 |
| 3000 м с препятствиями | Геннадий Панин РСФСР Набережные Челны          | 8.23,76  | Николай Карпович Белорусская ССР Брест              | 8.23,76  | Анатолий Резник Украинская ССР Бровары    | 8.32,36  |
| 60 м с барьерами       | Игорь Казанов Латвийская Республика Даугавпилс | 7,56     | Сергей Усов Узбекская ССР Ташкент                   | 7,75     | Александр Маркин Москва                   | 7,77     |
| Прыжок в высоту        | Сергей Дымченко Украинская ССР Киев            | 2,31 м   | Алексей Емелин Москва                               | 2,28 м   | Рудольф Поварницын Украинская ССР Киев    | 2,28 м   |
| Прыжок с шестом        | Сергей Бубка Украинская ССР Донецк             | 6,08 м   | Виктор Рыженков Узбекская ССР Ташкент               | 5,90 м   | Радион Гатауллин Ленинград                | 5,85 м   |
| Прыжок в длину         | Дмитрий Багрянов Москва                        | 8,01 м   | Владимир Очкань Украинская ССР Полтава              | 7,98 м   | Роберт Эммиян Армянская ССР Кумайри       | 7,88 м   |
| Тройной прыжок         | Леонид Волошин РСФСР Краснодар                 | 17,35 м  | Игорь Лапшин Белорусская ССР Минск                  | 17,25 м  | Василий Соков Таджикская ССР Душанбе      | 17,20 м  |
| Толкание ядра          | Сергей Смирнов Ленинград                       | 20,33 м  | Роман Вирастюк Украинская ССР Ивано-Франковск       | 20,04 м  | Евгений Пальчиков РСФСР Иркутск           | 19,16 м  |
| Ходьба на 5000 м       | Франц Костюкевич Белорусская ССР Минск         | 18.23,88 | Михаил Орлов РСФСР Ярославль                        | 18.39,74 | Анатолий Соколовский РСФСР Ростов-на-Дону | 19.15,70 |

### Женщины
| Дисциплина       | Золото                                    | Золото   | Серебро                                   | Серебро  | Бронза                                        | Бронза   |
| ---------------- | ----------------------------------------- | -------- | ----------------------------------------- | -------- | --------------------------------------------- | -------- |
| 60 м             | Ирина Сергеева-Привалова Москва           | 7,03     | Наталья Мерзлякова РСФСР Свердловск       | 7,27     | Татьяна Алексеева РСФСР Новосибирск           | 7,27     |
| 200 м            | Оксана Стёпичева РСФСР Барнаул            | 23,41    | Татьяна Алексеева РСФСР Новосибирск       | 23,43    | Елена Насонкина Украинская ССР Харьков        | 24,21    |
| 400 м            | Аэлита Юрченко Украинская ССР Одесса      | 52,49    | Людмила Джигалова Украинская ССР Харьков  | 52,87    | Марина Шмонина Узбекская ССР Ташкент          | 54,02    |
| 800 м            | Любовь Гурина РСФСР Киров                 | 2.03,76  | Людмила Рогачёва РСФСР Ставрополь         | 2.04,46  | Ольга Бурканова РСФСР Биробиджан              | 2.05,01  |
| 1500 м           | Людмила Рогачёва РСФСР Ставрополь         | 4.15,32  | Надежда Изодёрова РСФСР Челябинск         | 4.16,87  | Любовь Кремлёва РСФСР Московская область      | 4.17,46  |
| 3000 м           | Любовь Кремлёва РСФСР Московская область  | 9.00,31  | Тамара Коба Украинская ССР Днепропетровск | 9.03,15  | Лариса Тихонова РСФСР Чебоксары               | 9.08,60  |
| 5000 м           | Надежда Ильина РСФСР Чебоксары            | 15.49,44 | Людмила Матвеева РСФСР Уфа                | 15.51,54 | Елена Толстогузова РСФСР Свердловск           | 15.52,21 |
| 60 м с барьерами | Людмила Нарожиленко РСФСР Краснодар       | 7,97     | Елена Синютина Ленинград                  | 8,14     | Марина Азябина РСФСР Ижевск                   | 8,18     |
| Прыжок в высоту  | Тамара Быкова Москва                      | 1,94 м   | Елена Топчина Ленинград                   | 1,92 м   | Елена Родина Москва                           | 1,92 м   |
| Прыжок в длину   | Инесса Кравец Украинская ССР Киев         | 6,84 м   | Иоланда Чен Москва                        | 6,82 м   | Елена Синчукова Москва                        | 6,75 м   |
| Тройной прыжок   | Инесса Кравец Украинская ССР Киев         | 14,40 м  | Елена Семираз Украинская ССР Тернополь    | 13,91 м  | Инна Ласовская Москва                         | 13,80 м  |
| Толкание ядра    | Светлана Кривелёва Москва                 | 19,71 м  | Марина Антонюк РСФСР Пермь                | 19,08 м  | Валентина Федюшина Украинская ССР Симферополь | 19,00 м  |
| Ходьба на 3000 м | Ольга Кардопольцева Белорусская ССР Брест | 12.18,39 | Елена Николаева РСФСР Чебоксары           | 12.18,72 | Лидия Фесенко Москва                          | 12.30,90 |

## Чемпионат СССР по многоборьям
Чемпионы страны в мужском семиборье и женском пятиборье определились 9—10 февраля 1991 года в Липецке в манеже Дворца спорта «Юбилейный». Четыре спортсмена набрали больше 6000 очков в мужских соревнованиях, а победу с личным рекордом (6133 очка) одержал 21-летний Евгений Дудаков.

### Мужчины
| Дисциплина | Золото                               | Золото    | Серебро                                    | Серебро    | Бронза                            | Бронза    |
| ---------- | ------------------------------------ | --------- | ------------------------------------------ | ---------- | --------------------------------- | --------- |
| Семиборье  | Евгений Дудаков РСФСР Ростов-на-Дону | 6133 очка | Андрей Назаров Эстонская Республика Таллин | 6098 очков | Роман Фролов РСФСР Ростов-на-Дону | 6091 очко |

### Женщины
| Дисциплина | Золото                                 | Золото     | Серебро                    | Серебро   | Бронза                             | Бронза     |
| ---------- | -------------------------------------- | ---------- | -------------------------- | --------- | ---------------------------------- | ---------- |
| Пятиборье  | Ольга Сухомазова Белорусская ССР Минск | 4596 очков | Ирина Белова РСФСР Иркутск | 4593 очка | Татьяна Журавлёва РСФСР Ставрополь | 4419 очков |

## Состав сборной СССР для участия в чемпионате мира
По итогам чемпионата и с учётом выполнения необходимых нормативов, в состав сборной для участия в чемпионате мира в помещении в испанской Севилье вошли:
Мужчины
60 м: Виталий Савин.

200 м: Андрей Федорив.

400 м: Дмитрий Головастов.

Эстафета 4х400 м: Дмитрий Головастов, Владимир Просин, Вячеслав Кочерягин, Валерий Стародубцев.

800 м: Валерий Стародубцев, Андрей Судник.

1500 м: Сергей Мельников.

3000 м: Евгений Леонтьев.

60 м с барьерами: Игорь Казанов, Сергей Усов.

Прыжок в высоту: Сергей Дымченко, Алексей Емелин.

Прыжок с шестом: Сергей Бубка, Виктор Рыженков.

Прыжок в длину: Дмитрий Багрянов, Владимир Очкань.

Тройной прыжок: Леонид Волошин, Игорь Лапшин.

Толкание ядра: Сергей Смирнов.

Ходьба 5000 м: Михаил Щенников, Франц Костюкевич.
Женщины
60 м: Ирина Сергеева-Привалова.

200 м: Ирина Сергеева-Привалова, Галина Мальчугина.

400 м: Аэлита Юрченко, Людмила Джигалова.

Эстафета 4х400 м: Аэлита Юрченко, Людмила Джигалова, Марина Шмонина, Маргарита Пономарёва.

800 м: Любовь Гурина, Ольга Бурканова.

1500 м: Людмила Рогачёва, Любовь Кремлёва.

3000 м: Любовь Кремлёва.

60 м с барьерами: Людмила Нарожиленко, Лидия Юркова.

Прыжок в высоту: Тамара Быкова, Елена Родина.

Прыжок в длину: Лариса Бережная, Инесса Кравец.

Тройной прыжок: Инесса Кравец.

Толкание ядра: Наталья Лисовская, Светлана Кривелёва.

Ходьба 3000 м: Ольга Кардопольцева, Елена Николаева.